# Llanfaglan
Llanfaglan és una petita població del comtat gal·lès de Gwynedd. El seu nom deriva de llan, església i Baglan, nom del sant Baglan yg Coet Alun, que (tornant) d'un pelegrinatge a l'illa d'Enlli s'hauria establert a l'indret. El prefix postal de Llanfaglan és el LL54 i el telefònic el 1286; a efectes censals, Llanfaglan està enclòs dins de Bontnewydd.
La població està situada a uns tres quilòmetres i mig al sud-oest de Caernarfon, a la riba de l'estret de Menai. Fort Belan, un edifici protegit, s'aixeca en l'extremitat del terme de Llanfaglan, guardant la desembocadura de l'estret.
L'església de Llanfaglan, Baglan ap Dingad, s'aixeca solitària enmig d'un prat, i en l'actualitat és propietat d'una societat que es dedica a la preservació d'edificis religiosos, els Friends of Friendless Churches  Arxivat 2013-10-14 a Wayback Machine.. El temple, que podria tenir una base precristiana, conté una pedra amb la inscripció Lovernus Fil (que hom ha transcrit per "Fili Lovernii Anatemori"), així com dues que es creuen dels segles cinquè i sisè. Per bé que una part de les parets es podria datar al segle xiii, altres murs i els acabats interiors serien del segle xvii. L'església està encara consagrada i s'hi fa culte de tard en tard.

## El Pou de Baglan
A prop de l'església i enmig d'un camp hi havia hagut un pou anomenat Ffynnon Faglan (Pou d'en Baglan). Es creu que el va construir el mateix sant Baglan, i que això conferia poders curatius a l'aigua. Per aconseguir-ne els efectes, calia banyar la zona afectada i, tot seguit, llançar una agulla al pou; quan el pou fou netejat al segle xix, hom en va extreure dos coves d'agulles.A tocar d'on havia estat situat el pou hi ha en l'actualitat una font excavada en la pedra.